# Operace Severní štít
Operace Severní štít (ang. Operation Northern Shield, hebr. מבצע מגן צפוני) je název vojenské operace zahájené izraelskou armádou 4. prosince 2018 na izraelsko-libanonské hranici. IOS se při této operaci zaměřuje na ničení tunelů vytvořených a provozovaných organizací Hizballáh působící v Libanonu. Velením operace je pověřeno Severní velitelství IOS a účastní se ho ženijní jednotky IOS včetně příslušníků speciální jednotky IOS Jahalom a izraelské zpravodajské organizace Aman. IOS při této operaci neopustí území Izraele. Ukončení operace bylo oznámeno 13. ledna 2019 po nálezu šestého tunelu.

## Příprava
Zpravodajská příprava operace trvala několik let. Podle zpravodajských informací byl tunel budován 2 roky a izraelští obyvatelé příhraniční oblasti opakovaně upozorňovali na zvuky ozývající se z podzemí. Podle armádních zdrojů IOS věděly o budování tunelů již od roku 2006 a informace od občanů důkladně prošetřovaly. Budování tunelů podle IOS souvisí s plánem Hizballáhu na vojenský útok proti Izraeli s cílem ovládnout část severní Galileje. Podle IOS bude celá operace pokračovat a budou při ní ničeny další tunely. Tunely jsou vyhledávány speciálně vyvinutou technologií pro lokalizaci tunelů.
Do samotné operace byly nasazeny těžké buldozery, nakladače, bagry a vrtné soupravy. Odborníci považují výstavbu tunelů v oblasti severní Galileje za mnohem obtížnější než tunelů budovaných Hamásem u Pásma Gazy. Zatímco poblíž Gazy je písčitá půda, kde je kopání snadnější, v severní Galileji je podloží vápencové a kopání bez použití techniky je nemožné.

## Časová linie

### 4. prosinec
Během prvního dne jednotky IOS odhalily tunel vedoucí z libanonské vesnice Kfar, zasahující 40 metrů do izraelského území a ústící poblíž izraelského města Metula. Tunel měří celkem 800 metrů a je asi 24 metrů pod povrchem. Je vybaven elektrickými a komunikačním vedením a také větráním. Podle IOS je tunel nedokončený a tudíž nepředstavoval zvýšené bezpečnostní riziko.

### 5. prosinec
IOS údajně začaly s lokalizací dalších dvou tunelů: jednoho vedoucího z libanonské Ramje a ústícího na izraelské straně u mošavu Zar'it a druhého, jehož vchod se má nacházet v libanonské obci Meiss Ej Jabal. Tvrzení je odvozeno z kamerového záznamu operace pořízeného kameramanem Hizballáhu.
Během dne se uskutečnila trojstranná schůzka mezi zástupci IOS, UNIFIL a libanonské armády. Schůzka byla označena za rutinní a týkala se tunelů budovaných Hizballáhem.

### 6. prosinec
Příslušníci mírových jednotek OSN UNIFIl v Libanonu potvrdili existenci tunelu ústícího poblíž Metuly. IOS oznámily, že objevily druhý tunel, jež začíná poblíž libanonské vesnice Ramija. IOS požadovala po UNIFIL a libanonské armádě, aby se postaraly o zničení tunelů na libanonské straně. Zároveň UNIFIL a Libanon prohlásily za nepřímo odpovědné za existenci tunelů. Libanonský ministr zahraničí Gebran Bassil pověřil libanonského zástupce v OSN, aby podal stížnost na Izraelem vedenou diplomatickou a politickou kampaň vedenou proti Libanonu a z přípravy útoku proti Libanonu.

### 8. prosinec
Během dne zahájili izraelští vojáci palbu na tři osoby, které se přiblížily k hraničnímu plotu z libanonské strany. Podle libanonské strany se jednalo o hlídkující libanonské vojáky, podle IOS šlo o kriminální živly, které se pokoušely pod rouškou špatného počasí krást materiál izraelské armády.
Podle libanonských úřadů jsou tunely, jejichž existenci Izrael oznámil staré a opuštěné a jejich existence byla Izraeli dávno známa. Dnes je využívá pro politické účely.

### 9. prosinec
Mluvčí IOS Avichaj Adraee vyzval v arabštině obyvatele libanonských obcí Kfar Kila a Ramija, aby dočasně opustili své domovy, neboť Hizballáh pod nimi zřídidil síť teroristických tunelů.

### 11. prosinec
IOS oznámily, že objevily v pořadí třetí tunel. Mediální útvar Hizballáhu zveřejnil množství fotografií, na kterých jsou zobrazeni příslušníci IOS při činnosti v rámci operace. UNIFIL vydalo prohlášení, ve kterém oficiálně potvrdilo existenci druhého tunelu a nazvalo kopání tunelů Hizballáhem za vážnou záležitost. Do Moskvy odletěla delegace IOS pod vedením genmjr. Aharona Chalivy, aby ruské straně poskytla bližší informace o probíhající operaci.

### 12. prosinec
Z Ruska se vrátila vojenská delegace IOS. Žádná ze stran návštěvu nekomentovala.

### 16. prosinec
IOS oznámily nález čtvrtého tunelu vedoucího z Libanonu do Izraele. Stejně jako předcházející tunely nepředstavuje podle tvrzení mluvčího IOS tento tunel bezpečnostní hrozbu. Přesto byl, stejně jako ty předcházející izraelskou armádou naplněn výbušninami.

### 17. prosinec
Mírové jednotky OSN UNIFIL ve své zprávě oficiálně potvrdily, že minimálně dva tunely vedoucí z Libanonu do Izraele jsou porušením rezoluce Rady bezpečnosti OSN č. 1701. UNIFIL dále uznaly existenci čtyř tunelů. Velení UNIFIL vyzvalo libanonskou vládu, aby podnikla kroky, které uvedou současný stav do souladu s rezolucí č. 1701. Na izraelsko-libanonské hranici došlo ke střetu mezi příslušníky izraelské a libanonské armády, když se izraelští vojáci pokoušeli na hranici natáhnout ostnatý drát a libanonští vojáci se jim v tom snažili zabránit s poukazem na to, že se tak děje na libanonském území. To ale IOS popřely s tím, že vše probíhalo na izraelském území. Při střetu nebyly použity žádné zbraně.
Rusko zaslalo libanonské vládě dopis, ve které ji vyzývá, aby zabránila v budování tunelů na svém území a porušování rezoluce č. 1701 RB OSN. Dopis je výsledkem jednání izraelské vojenské delegace v Moskvě z 11. prosince a telefonického rozhovoru mezi izraelským premiérem Netanjahuem a ruským prezidentem Putinem.

### 19. prosinec
Na zvláštním zasedání RB OSN žádal Izrael, aby OSN odsoudila Hizballáh a označila ji za teroristickou. Izraelský velvyslanec při OSN Dany Dannon izraelský požadavek podpořil prezentací leteckých fotografií tunelů a úložišť zbraní. Po bouřlivém jednání RB nepodnikla proti Hizballáhu žádné kroky, přestože někteří členové RB vyjádřili nad činností Hizballáhu znepokojení.

### 26. prosinec
IOS oznámily, že "před několika dny" byl nalezen v pořadí již pátý tunel. Ten byl následně zlikvidován pomocí výbušnin. Začátek tunelu se nacházel v Libanonu, v oblasti Ayta aš Šáb a v Izraeli ústil u mošavu Štula.

### 27. prosinec
Podle prohlášení mluvčího IOS neutralizovala izraelská armáda tunely vedoucí z libanonské obce Kfar Kila. Při jejich ničení byly použity jak výbušniny, tak průmyslové materiály jako cement a bentonit. Mluvčí IOS také popřel podobnost tunelů budovaných Hizballáhem s tunely budovanými Hamásem v Pásmu Gazy. Tunely budované Hizballáhem jsou vybaveny ventilací, elektroinstalací a dokonce telefonní sítí. O takových tunelech podle mluvčího "může Hamás pouze snít".

### 13. leden
IOS oznámila nalezení šestého tunelu. Obsahoval nejsofistikovanější vybavení včetně železničního systému pro transport vybavení a odpadků či schodů pro výstup. Nachází se 55 metrů pod zemí a na libanonském území ústí v obci Ramyeh.
Velení IOS zároveň oznámilo ukončení operace s tím, že oblast bude dál monitorovat, neboť Hizballáh může budovat další tunely, které dosud nedosáhly izraelského území.

## Ohlasy
- Izraelský premiér B. Netanjahu prohlásil, že ... budování tunelů je hrubým porušením izraelské suverenity a rezoluce Rady bezpečnosti OSN č. 1701...
- Americký poradce pro národní bezpečnost John Bolton řekl, že ... USA podporují úsilí Izraele o ochranu své svrchovanosti... a vyzval Hizballáh, aby přestal s budovám tunelů a aby se zdržel eskalace napětí.
- Rusko vyjádřilo Izraeli rezervovanou podporu. Mluvčí ruského ministerstva zahraničí Maria Zacharovová prohlásila, že ...právo Izraele na obranu své národní bezpečnosti je nesporné.... Zároveň vyjádřila naději, že ...přijatá opatření nebudou v rozporu s ustanoveními rezoluce Rady bezpečnosti OSN č. 1701...[15]
- Libanonský prezident Michel Aoun vyzval libanonské bezpečnostní složky, aby ... pečlivě sledovaly situaci na hranici s Izraelem....Mluvčí libanonské armády plk. Fadi Abou Eid prohlásil, že ... Na naší straně se nic neděje. Sledujeme situaci a pracujeme s UNIFILem...
- Mluvčí UNIFILu Malene Jensenová prohlásila, že ...UNIFIL spolupracuje se všemi příslušnými stranami v oblasti... a že ...situace v působnosti UNIFIL zůstává klidná.
- Vedoucí představitel Hizballáhu prohlásil, že ...operace je překvapila... a dodal, že ...obávají se, že kopeme tunely...[16]

## Kontroverze a kritika
Kritické hlasy o operaci se ozvaly v Izraeli. Někteří komentátoři si všímají faktu, že operace byla zahájena právě v okamžiku, kdy vrcholí izraelská vnitropolitická krize, během níž byl izraelský premiér Benjamin Netanyahu obviněn z korupčního jednání. Objevilo se i tvrzení, že se jedná o PR akci s cílem odvést pozornost veřejnosti od vyšetřování. Komentátoři si také všímají faktu, že až dosud nebyly tunely takto ničeny.